# Dissogenes styracia
Dissogenes styracia is een zeester uit de familie Ophidiasteridae.
De wetenschappelijke naam van de soort werd in 1913 gepubliceerd door Walter Kenrick Fisher.